# Locomotiva FS E.220
La locomotiva E.220 era una locomotiva elettrica a due assi, alimentata da terza rotaia, costruita per l'esercizio sulle linee Varesine
per conto della Rete Mediterranea e immatricolata come RM 02. Venne acquisita dalle Ferrovie dello Stato Italiane nel 1918 e reimmatricolata come 220.01; rimase un esemplare unico.
La locomotiva venne costruita dalla Carminati & Toselli nel 1912 per il servizio di manovra, treni merci e viaggiatori a composizione ordinaria sulla linea elettrificata a terza rotaia (Milano)-Varese-Porto Ceresio esercita dalla Società per le Strade Ferrate del Mediterraneo. La parte elettrica a corrente continua, di trazione e ausiliaria, venne fornita dalla General Electric. 
La potenza oraria della macchina era di 220 kW complessivi mentre quella continuativa scendeva a 150 kW. La trasmissione del moto ai due assi era diretta, ad ingranaggi, dai due motori di trazione. La velocità massima raggiungibile era di 50 km/h.  
Risulta essere stata "deportata" dalle truppe tedesche in fuga nel 1945 e abbandonata in Austria dove venne convertita all'alimentazione ad accumulatori. Nel 1961 si trovava a Linz accantonata in attesa di demolizione.